# (61386) Namikoshi
(61386) Namikoshi est un astéroïde de la ceinture principale.

## Description
(61386) Namikoshi est un astéroïde de la ceinture principale. Il fut découvert le 24 août 2000 à Gnosca par Stefano Sposetti. Il présente une orbite caractérisée par un demi-grand axe de 2,38 UA, une excentricité de 0,22 et une inclinaison de 2,7° par rapport à l'écliptique.

## Compléments